# Pachygaster subatra
Pachygaster subatra är en tvåvingeart som beskrevs av Nina Krivosheina 2004. Pachygaster subatra ingår i släktet Pachygaster och familjen vapenflugor. Inga underarter finns listade i Catalogue of Life.